# 전후 섬
전후 섬(田侯 剡, ? ~ 기원전 373년)은 중국 전국 시대 제나라의 후작이다. 제 환공에게 살해당했으며, 시호는 없다.

## 사적
《사기》에는 나타나지 않으며, 《죽서기년》에서 보인다. 이에 따르면, 제 강공 22년(기원전 383년) 즉위했으며, 10년 후에 전오(후의 제 환공)에게 아들 유자 희(孺子 喜)와 함께 살해당했다.
사마정(司馬貞)은 《사기색은》(史記索隱)에서 《장자》 거협편과 《귀곡자》에서 “전성자가 제나라 임금을 죽인 후부터 제나라에는 열두 대가 있었다”라고 한 것을 인용하여 전 도자와 전후 섬의 존재를 긍정했다. 곧, 《사기》에 따르면, 전성자부터 전건까지 10대에 불과하고, 전도자와 전후 섬을 합해야 12대가 되기 때문이다.